# Парод
Па́род (др.-греч. πάροδος) — в древнегреческом театре (трагедии и комедии) хоровая песня, которая исполнялась Хором во время выхода на сцену, при движении в орхестру. Слово «парод» также относится к самому проходу (открытому коридору), конструктивному элементу античного театра.
Определяя части трагедии в своей «Поэтике», Аристотель выделяет три жанра хоровой песни (др.-греч. χορικόν) — парод, стасим и коммос (др.-греч. κομμός). Согласно Аристотелю, парод — это вступительный хор, первое выступление хора, совершающееся сразу после пролога. 
Позднейшие греческие словари и справочники (Суда, «Ономастикон» Поллукса, словарь «Etymologicum magnum», Псевдо-Пселл) с вариантами воспроизводят классические определения Аристотеля.
Парод и стасим были важными элементами структуры не только трагедии, но и комедии. Куаленовский трактат (который считается кратким конспектом второй, утраченной части «Поэтики») не содержит термин «парод», но упоминает о «выходе хора» (др.-греч. εἴσοδος τοῦ χοροῦ) как о важном водоразделе в структуре комедии.
Драматургическое значение парода состояло в том, чтобы дать слушателям первые сведения о дальнейшей фабуле и настроить публику в целом на соответствующий повествованию лад. Наиболее ранние трагедии (из тех, что дошли до нас) не содержат пародов. Парод, как предполагается, был монодическим и исполнялся хором в унисон. Поскольку полных нотных образцов пародов (впрочем, как и других жанров хоровой театральной музыки) не сохранилось, говорить о более частных композиционно-технических их особенностях (например, о музыкальной ритмике и гармонии) затруднительно.